# Piero Bargellini
Piero Bargellini (n. 5 august 1897, Florența, Regatul Italiei – d. 28 februarie 1980, Florența, Italia) a fost un politician și scriitor italian, primarul Florenței, membru al Camerei deputaților și senator. 